# A Teixeira
A Teixeira és un municipi de la província d'Ourense a Galícia. Pertany a la comarca d'A Terra de Caldelas.
| 2.271 | 2.110 | 2.104 | 2.030 | 547 |
| Fonts: INE i IGE (Els criteris de registre censal variaren i les dades de l'INE i de l'IGE poden no coincidir.) |       |       |       |     |

## Parròquies
- Abeleda (Santa María)
- Boazo (Santa María)
- Cristosende (Santa María)
- Fontao (San Bartolomeu)
- Lumeares (San Salvador)
- Montoedo (Santa Mariña)
- Pedrafita (San Martiño)
- Sistín (Santa María)